# Tweevleugelige vliegende vis
De tweevleugelige vliegende vis (Exocoetus volitans) is een straalvinnige vissensoort uit de familie van de vliegende vissen (Exocoetidae). De wetenschappelijke naam van de soort is gepubliceerd in 1758 door Linnaeus in de tiende editie van Systema naturae. 

## Kenmerken
Deze vis heeft een donkerblauwe rug en een zilverwitte buik met grote, regelmatige schubben. De staart is asymmetrisch. Ze hebben sterk vergrote, stijve borstvinnen, waarmee ze in glijvlucht over het wateroppervlak kunnen zweven. De onderkaak steekt uit ten opzichte van de bovenkaak. De lichaamslengte bedraagt maximaal 18 cm.

## Leefwijze
Om aan hun vijanden te ontkomen, maken deze vissen gebruik van hun vermogen om te zweven over het wateroppervlak met een snelheid van 65 km/uur, waarna ze ongeveer 12 seconden kunnen blijven zweven. Om los te komen uit het water zetten ze met snelle staartslagen een spurt in, die hen boven het water moet uittillen, terwijl de onderste staartvinlob blijft trillen.

## Verspreiding en leefgebied
Deze soort komt wereldwijd voor in de tropische en subtropische zeeën.